# 建築主事
建築主事（けんちくしゅじ）とは、建築基準法（以下法という）第4条の規定により建築確認を行うため地方公共団体に設置される公務員である。

## 設置される地方公共団体
- 人口25万人以上の市 で政令で定めるもの[1]- 必置（法第4条第1項）
- 人口25万人未満の市（人口25万人以上の市 で政令で指定されないものを含む）および町村 - 置くことができる（法第4条第2項）
  - なお、25万人未満の市・町村で建築主事を置こうとする場合は、都道府県知事に協議し、その同意を得なければならない（法第4条第3項）。
  - また、市町村が建築主事の設置について都道府県知事の同意を得て、その建築主事を置くとき市町村の長は、建築主事が置かれる日の三十日前までにその旨を公示し、かつ、これを都道府県知事に通知しなければならない（法第4条第4項）。
- 都道府県は、法第4条第1項又は第2項の規定によつて建築主事を置いた市町村の区域外における建築確認に関する事務をつかさどらせるため、建築主事を置かなければならない。

これらの規定により建築主事を置く地方公共団体の長は、特定行政庁と呼ばれる（法第2条第35号）。

### 限定的建築主事
法第4条各項に基づくもののほか、地方公共団体は限定的な権限を持った建築主事を置くことができる。
- 町村・政令による指定を受けない市 - 一部の建築物のみに権限を有する建築主事を置くことができる（法第97条の2）
- 特別区 - 大規模建築物を除いて権限を有する建築主事を置くことができる[2]（法第97条の3）

これらの規定により限定的建築主事の置かれた地方公共団体の長は、「限定特定行政庁」と通称される。

## 建築主事の資格
市町村または都道府県の吏員のうち、建築基準適合判定資格者検定に合格し、国土交通省に登録されている者の内から市町村長または都道府県知事が任命する。